# Lucretia Garfield
Lucretia Garfield (n. 19 aprilie 1832 - d. 14 martie 1918) a fost soția lui James A. Garfield, al douăzecelea Președinte al Statelor Unite ale Americii. A fost Prima Doamnă a Statelor Unite ale Americii în 1881.